# Woestijnpaapje
Het woestijnpaapje (Saxicola macrorhynchus) is een zangvogel die behoort tot de familie vliegenvangers. Het is een kwetsbare vogelsoort op het Indische subcontinent.

## Kenmerken
De vogel is 17 cm lang. Het is een nogal onopvallende, maar grote soort tapuitachtige, die lijkt op het (gewone) paapje. Het mannetje in broedkleed is van boven donker gekleurd, met een donker masker rond het oog en een brede, witte wenkbrauwstreep en ook wit op de vleugels. Buiten de broedtijd is de vogel licht gekleurd roodbruin en zijn de contrasten met het wit veel minder opvallend. Het vrouwtje lijkt op het mannetje buiten de broedtijd.

## Verspreiding en leefgebied
Deze soort komt voor in noordwestelijk India, maar had vroeger een grotere verspreiding in delen van Afghanistan en Pakistan. De huidige verspreiding is vooral in de Tharwoestijn in de deelstaten Rajasthan en Gujarat. Het leefgebied is zandige halfwoestijn met 25 tot 50% bedekking met lage kruidachtige vegetatie struikgewas. In Pakistan werd de vogel ook wel in geïrrigeerd, agrarisch gebied waargenomen.

## Status
De grootte van de populatie werd in 2016 door BirdLife International geschat op 2,5 tot 10 duizend volwassen individuen en de populatie-aantallen nemen af door habitatverlies. Het leefgebied wordt door irrigatieprojecten omgezet in gebied voor intensief agrarisch gebruik. Verder vormen overbegrazing en het gebruik van bestrijdingsmiddelen bij de katoenteelt bedreigingen voor de overleving van deze soort. Om deze redenen staat deze soort als kwetsbaar op de Rode Lijst van de IUCN.